# Hahnenkoppel
Die Hahnenkoppel ist ein Waldgebiet in der schleswig-holsteinischen Stadt Reinbek im Kreis Stormarn. Es umfasst im äußeren Bereich das Landschaftsschutzgebiet „Hahnenkoppel“, das sich über rund 218 Hektar erstreckt, und im Kernbereich das rund 33 Hektar große Naturschutzgebiet „Talwald Hahnekoppel“. Die Hahnenkoppel wird nach Süden von der Autobahn 24 begrenzt.

## Naturschutzgebiet „Talwald Hahnenkoppel“
Das rund 33 Hektar große Naturschutzgebiet ist unter der Nummer 197 in das Verzeichnis der Naturschutzgebiete des Ministeriums für Landwirtschaft, Umwelt und ländliche Räume eingetragen. Es wurde 1987 ausgewiesen (Datum der Verordnung: 7. Juli 2004). Das Naturschutzgebiet ist nahezu deckungsgleich mit dem gleichnamigen FFH-Gebiet, und fast vollständig vom Landschaftsschutzgebiet „Hahnenkoppel“ umgeben. Im Nordwesten grenzt es an das Landschaftsschutzgebiet „Kronshorst“, im Südosten an das jenseits der Autobahn liegende Landschaftsschutzgebiet „Oher Tannen“. Zuständige untere Naturschutzbehörde ist der Kreis Stormarn.
Das Naturschutzgebiet liegt nordöstlich von Reinbek und Glinde innerhalb des Staatsforstes Trittau in der Lauenburger Geest. Es stellt einen Teil der Hahnenkoppel sowie des Bachlaufs der Hahnenbek, einem naturnahen Nebenbach der Bille, der durch einen muldenartig in den Geesthang eingeschnittenen Talraum fließt, unter Schutz. Ein 1,7 Hektar großer Teil des Waldgebietes wurde bereits 1982 als Naturwaldzelle Hahnenkoppel ausgewiesen und ist seiner natürlichen Entwicklung überlassen.
Das Naturschutzgebiet wird von Mischwaldbeständen geprägt. So sind hier Sternmieren-Eichen-Hainbuchenwald, Waldmeister-Buchenwald und Hainsimsen-Buchenwald sowie in einem Streifen entlang des Baches Feuchtwaldbestände mit Eschen und Erlen zu finden. Stellenweise stocken Moorbirken mit Vorkommen des Pfeifengrases. Randbereiche des Waldgebietes werden auch von Nadelwald geprägt. Diese Flächen sollen zu natürlichen Waldgesellschaften entwickelt werden. In den anderen Bereichen des Naturschutzgebietes ist die forstwirtschaftliche Nutzung eingestellt. Im Waldgebiet blühen im Frühjahr Waldhyazinthe, Goldnessel und Großes Hexenkraut. In der Strauchschicht kommen u. a. Weißdorn, Hasel und Pfaffenhütchen vor.
Das Naturschutzgebiet wird von den Schleswig-Holsteinischen Landesforsten betreut. Ein Teil des Gebietes ist durch einen Wander- und einen Reitweg erlebbar. An mehreren Stellen gibt es Informationstafeln.